# Trypanocentra nigridorsalis
Trypanocentra nigridorsalis är en tvåvingeart som först beskrevs av Erich Martin Hering 1941.  Trypanocentra nigridorsalis ingår i släktet Trypanocentra och familjen borrflugor. Inga underarter finns listade i Catalogue of Life.